# Шестниково (Новгородська область)
Шестниково (рос. Шестниково) — присілок у Боровицькому районі Новгородської області Російської Федерації.
Населення становить 1 особу. Належить до муніципального утворення Прогреське сільське поселення.

## Історія
До 1927 року населений пункт перебував у складі Новгородської губернії. У 1927-1944 роках перебував у складі Ленінградської області.
Орган місцевого самоврядування від 2010 року — Прогреське сільське поселення.

## Населення
| 2000 | 2001 | 2002 | 2003 | 2004 | 2005 | 2006 |
| ---- | ---- | ---- | ---- | ---- | ---- | ---- |
| 5    | →5   | →5   | ↗6   | →6   | →6   | ↘4   |
| 2007 | 2008 | 2009 | 2010 |      |      |      |
| ↘1   | →1   | →1   | →1   |      |      |      |